# Krendowskia similis
Krendowskia similis är en kvalsterart som beskrevs av Viets 1931. Krendowskia similis ingår i släktet Krendowskia och familjen Krendowskiidae. Inga underarter finns listade i Catalogue of Life.